# Пильдони-Боло
Пильдони Боло (тадж. Пилдони Боло) — село в Пильдонском сельском джамоате Лахшского района. Расстояние от села до центра района (пгт Вахдат) — 12 км, до центра джамоата — 5 км. Население — 2043 человек (2017 г.), таджики. Самое крупное село по населению в джамоате Пильдон.
Население в основном занято сельским хозяйством. Земли орошаются из реки Куксу.

## Этимология
Название Пилдони Боло с таджикского означает Верхний Пильдон.